# Lý luận (triết học)
Lý luận (hay lý luận khoa học) là hệ thống những tri thức được khái quát từ kinh nghiệm thực tiễn, phản ánh mối liên hệ bản chất, tất nhiên, mang tính quy luật của các sự vật, hiện tượng được biểu đạt bằng hệ thống nguyên lý, quy luật, phạm trù.

## Đặc trưng
- Lý luận có tính hệ thống, tính khái quát cao và tính lô gíc chặt chẽ. Bản thân của lý luận là hệ thống tri thức được khái quát từ kinh nghiệm thực tiễn; thu được từ kinh nghiệm, từ quan sát và thực nghiệm khoa học.
- Cơ sở của lý luận là những trí thức kinh nghiệm thực tiễn, không có kinh nghiệm thực tiễn thì không có cơ sở để khái quát lý luận.
- Lý luận phản ánh được bản chất của sự vật, hiện tượng; nó phản ánh được mối liên hệ bản chất, tất nhiên, mang tính quy luật của sự vật, hiện tượng.

## Nguyên tắc thống nhất giữa lý luận và thực tiễn
Thực tiễn và Lý luận luôn thống nhất biện chứng với nhau, đòi hỏi có nhau, nương tựa vào nhau, tác động qua lại với nhau. Nếu không có thực tiễn thì không thể có lý luận và ngược lại, không có lý luận khoa học thì cũng không thể có thực tiễn chân chính. "Thực tiễn không có lý luận hướng dẫn thì thành thực tiễn mù quáng. Lý luận mà không liên hệ với thực tiễn là lý luận suông" (Hồ Chí Minh).

## Vai trò của lý luận đối với thực tiễn
- Soi đường, dẫn dắt, chỉ đạo thực tiễn.
- Giáo dục, thuyết phục, động viên và tập hợp quần chúng.
- Góp phần dự báo, định hướng cho hoạt động thực tiễn, giúp cho hoạt động thực tiễn bớt mò mẫm, vòng vo.
- Cung cấp cho con người những tri thức khoa học về tự nhiên, xã hội và về bản thân con người.
- Lý luận có tính độc lập tương đối so với thực tiễn. Nó có thể tác động trở lại thực tiễn, góp phần làm biến đổi thực tiễn. Sự tác động của lý luận đối với thực tiễn cũng phải thông qua hoạt động thực tiễn và phụ thuộc vào các yếu tố cơ bản: tính khoa học, tính đúng đắn của lý luận; mức độ thâm nhập của lý luận khoa học vào quảng đại quần chúng nhân dân; sự vận dụng đúng đắn, sáng tạo của chủ thể lãnh đạo, quản lý.

## Yêu cầu đối với lý luận
Nhận thức, lý luận phải gắn với nhu cầu của thực tiễn; phải lấy thực tiễn làm tiêu chuẩn đánh giá đúng, sai của lý luận, của chủ trương, đường lối, chính sách; đồng thời phải tăng cường tổng kết thực tiễn để kiểm tra lý luận, chủ trương, đường lối, chính sách, trên cơ sở đó kịp thời bổ sung, điều chỉnh, phát triển lý luận.

## Bệnhkinh nghiệm
Bệnh kinh nghiệm, bản chất là tư tưởng và hành động tuyệt đối hoá kinh nghiệm cá biệt cụ thể, biến chúng thành những kinh nghiệm phổ biến, hạ thấp, coi thường lý luận và thực chất là coi thường cả thực tiễn. Những biểu hiện của bệnh kinh nghiệm gồm có: coi thường lý luận, không chịu học tập lý luận, đề cao tư duy kinh nghiệm, cho kinh nghiệm là yếu tố duy nhất quyết định thành công. Nguyên nhân cơ bản và trực tiếp của bệnh kinh nghiệm là vi phạm nguyên tắc thống nhất giữa lý luận và thực tiễn.

## Bài liên quan
- Thực tiễn (triết học)
- Bệnh giáo điều